# Мсваті III
Мсва́ті III (англ. Mswati III, первинне ім'я — Махосетіве, король, англ. Makhosetive, king of Nations, носить також ім'я Нгвеньяма (Лев), англ. Ngwenyama, народ. 19 квітня 1968, меморіальний госпіталь Релі Фіткіна, Есватіні) — король Есватіні з 25 квітня 1986.

## Життєпис
Другий з 67 синів короля Собузи II, після смерті останнього у 1982 році, від пневмонії, обраний королівською радою наступником покійного. До кінця його навчання у Великій Британії регентами були королева Дзеліве Шонгве (21 серпня 1982—9 серпня 1983), принц Созіса Дламіні (9 серпня — 18 серпня 1983, «уповноважена особа») та королева Ндловукаті Нтомбі (18 серпня 1983— 25 квітня 1986).
У вересні 1982 став кронпринцем, 25 квітня 1986 офіційно коронований. Король є останнім абсолютним монархом в Африці, хоча він і відновив скасований його батьком парламент. Тим не менш, через те, що колись останній був розпущений через хаос багатопартійної системи, політичних партій в Есватіні немає.
У короля 15 дружин та 25 дітей. 
Старша дитина — принцеса Сіханізо Дламіні.

## Цікаві факти
- У 2003 році Мсваті III звинуватив свазілендську проамериканську письменницю Сару Мхонза в зраді Батьківщини та в знущаннях над традиціями свазі, після чого вона залишила країну.[1]

- 19 квітня 2018 року під час святкування 50-річчя з дня незалежності від британського правління на стадіоні в місті Манзіні Мсваті III оголосив про зміну назви країни на Королівство Есватіні, що у перекладі з місцевої мови означає «земля народу свазі». Есватіні не міняв свою назву після здобуття незалежності у 1968 році.